# Max Heilmaier

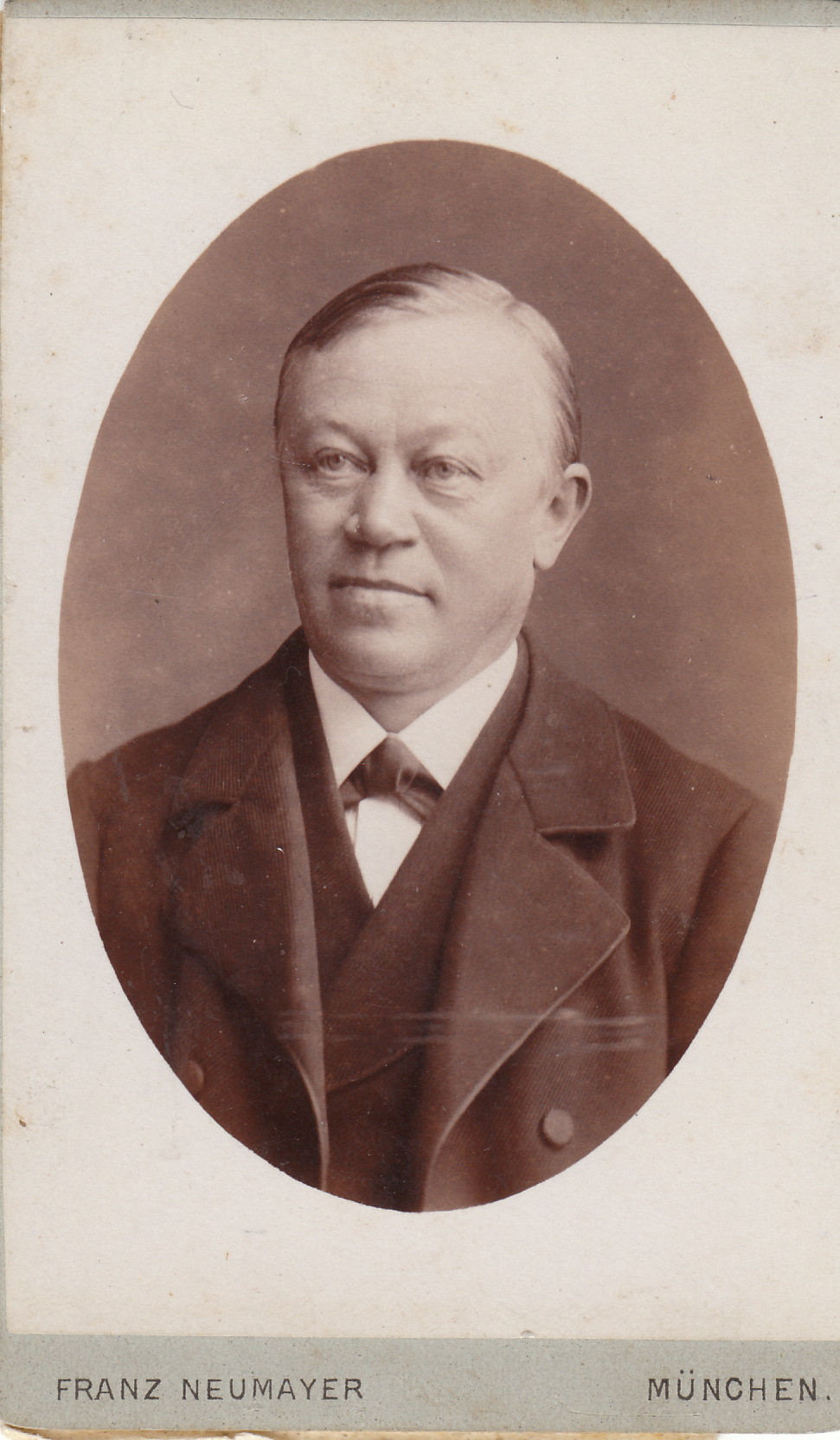
Max Heilmaier 1916

Max Heilmaier (* 19. Juni 1869 in Isen; † 26. August 1923 in München) war ein deutscher Bildhauer und Medailleur.

## Leben und Werk

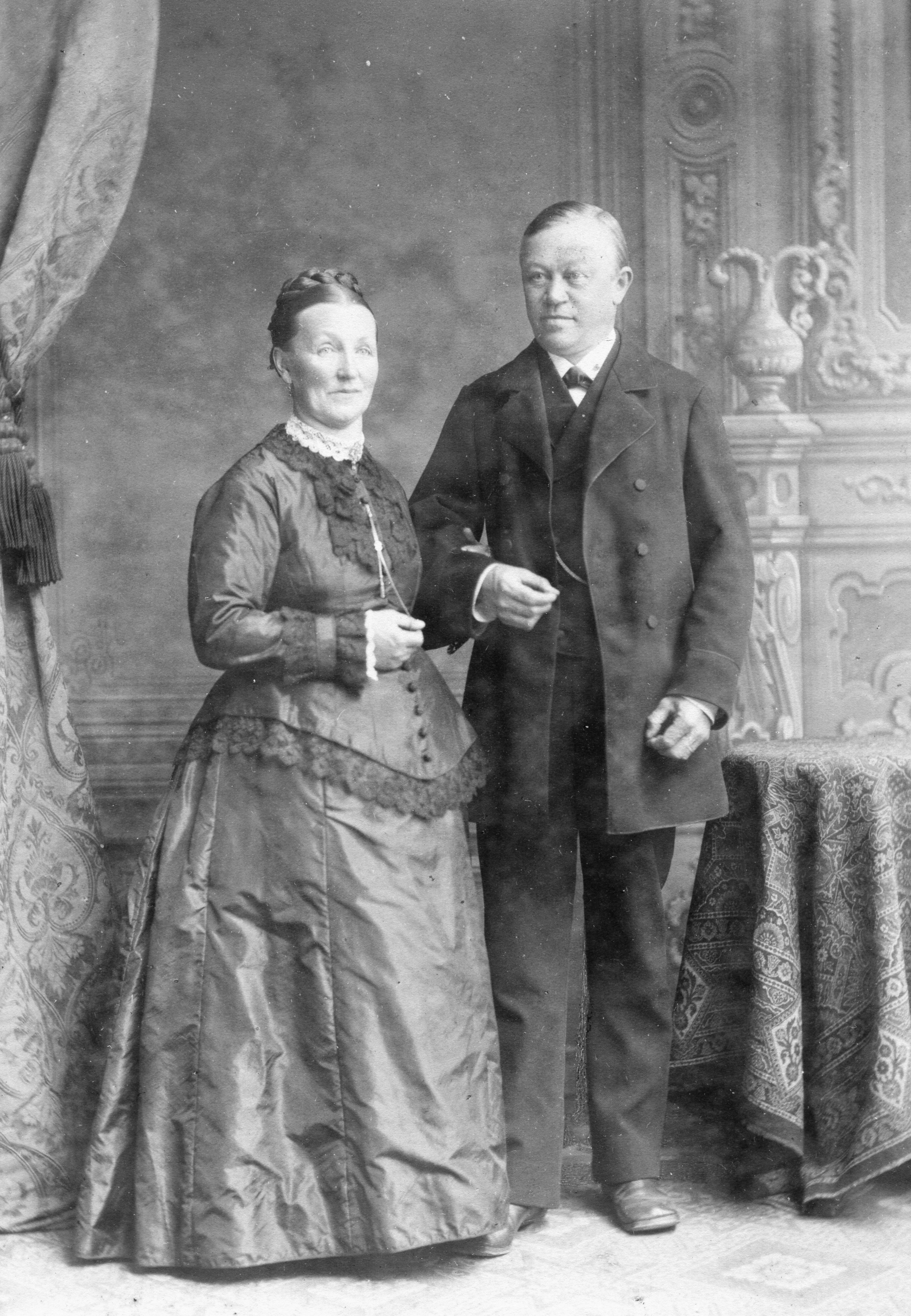
Max Heilmaier mit seiner Mutter Viktoria um 1915

Heilmaier, der einer alten Isener Bürgerfamilie entstammte, begann seine Lehr- und Gesellenjahre 1882 in der Bildhauerwerkstatt von Jakob Bradl dem Älteren am Stiglmaierplatz in München, bei dem er bis zum 21. Lebensjahr blieb und wo er sich ein gediegenes handwerkliches Können aneignete. Dort traf er auf viele Münchner Künstler der damaligen Zeit, wie z. B. Franz Maier, Bernauer, Eberle, die alle an den Schlössern König Ludwigs II. arbeiteten.
1891 begann er ein Studium an der Akademie der bildenden Künste in München, wo er von Syrius Eberle in einer naturalistischen Manier erzogen wurde. 1895 wurde er mit der Großen Medaille der Akademie ausgezeichnet.
Heilmaier trat zum ersten Mal an die Öffentlichkeit, als er mit Georg Pezold und Heinrich Düll das Friedensdenkmal in München schuf. Das Denkmal blieb jedoch stilistisch und vom Genre her für ihn eine Ausnahme. Vielmehr knüpfte er später in kleinfigürlichen Werken an deutsch-gotische Tradition an und war christlich-religiösen Motiven verpflichtet. Es war für Heilmaier ein Glücksfall, gleich nach seiner Akademie bei einem so aufsehenerregende Auftrag wie dem Friedensdenkmal in München beteiligt zu sein. Es ebnete ihm den Weg für seine künstlerische Zukunft.
Im Jahre 1907 wurde Heilmaier die Professur für figürliches Modellieren an der Kunstgewerbeschule Nürnberg übertragen. Ab 1910 widmete er sich auch der Medaillenkunst.

## Werke (Auswahl)

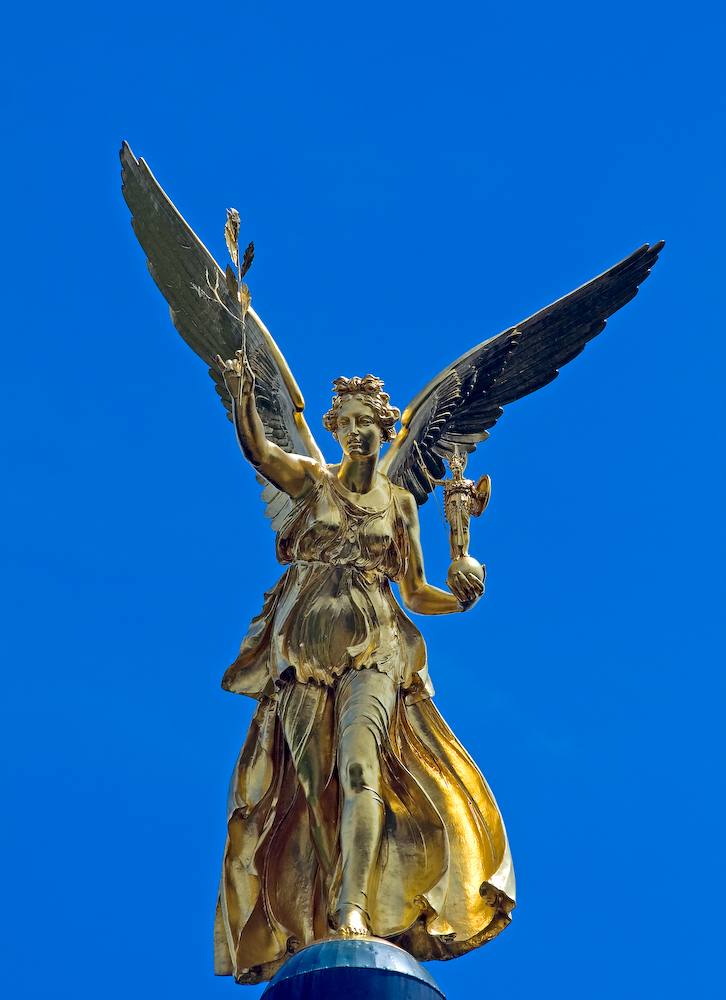
Friedensengel, München

- Eirene in Isen, Rathaus 1893 (und seit Oktober 2014) im Museum Erding
- Friedensengel in München (1896–1899), zusammen mit Heinrich Düll und Georg Pezold
- Tonrelief Beweinung Christi, Grabstätte der Familie Haselwanter, Westfriedhof Innsbruck (um 1900)[4]
- Lourdesgrotte in Isen (1901)
- Zwölf Apostel in Wasserburg am Inn, Pfarrkirche (1902–1906)
- Prometheus in München, Bogenhausener Brücke (1903)[5]
- "Feuer" in München, Bogenhausener Brücke (ca. 1903)[5]
- Luitpoldbrunnen in Deggendorf (1905–1907)
- Reliefs Glück und Reichtum in Bozen, neue Sparkasse (1907)
- Portal im Sitzungssaal der Sparkasse in Bozen
- Gewölbefänger in der Sparkasse in Bozen
- Winzer an der Kelter und Frau mit Früchtekorb Kapitelle auf dem Friedhof in Meran
- Portal der Antoniuskirche in Nürnberg (1910)
- Ludwig II. (Bayern), Denkmal in Nürnberg (1911)
- Fassade des Melanchthon-Gymnasiums in Nürnberg (1911)
- Marienaltar im Dom zu Metz (1914)
- Portal mit den Figuren des Grafen Wilhelm III. von Henneberg und seiner Gemahlin Margarete auf Schloss Mainberg (1917)
- Ruhende Diana im Schlosspark von Schloss Weidenkam bei Münsing, Starnberger See
- Bärenbrunnen auf Schloss Weidenkam bei Münsing, Starnberger See